# Las Valeras
Las Valeras település Spanyolországban, Cuenca tartományban. Las Valeras Cuenca, Olmeda del Rey, Chumillas, Piqueras del Castillo, Hontecillas, Valverde de Júcar, Albaladejo del Cuende, La Parra de las Vegas és Valdetórtola községekkel határos. Lakosainak száma 1564 fő (2024).

## Népesség
A település népessége az utóbbi években az alábbiak szerint változott:
| Lakosok száma | 1363 | 1399 | 1559 | 1584 | 1767 | 1619 | 1590 | 1496 | 1479 | 1564 |
|               | 2001 | 2004 | 2006 | 2009 | 2011 | 2014 | 2016 | 2019 | 2021 | 2024 |